# Dolichopeza obscura
Dolichopeza obscura är en tvåvingeart som först beskrevs av Johnson 1909.  Dolichopeza obscura ingår i släktet Dolichopeza och familjen storharkrankar. Inga underarter finns listade i Catalogue of Life.